# Eumelea corpulenta
Eumelea corpulenta là một loài bướm đêm trong họ Geometridae.